# Clinidium valentinei
Clinidium valentinei är en skalbaggsart som beskrevs av Bell 1970. Clinidium valentinei ingår i släktet Clinidium och familjen hakbaggar. Inga underarter finns listade i Catalogue of Life.